# Voyage of the Damned
Voyage of the Damned (br A Viagem dos Condenados) é um filme britânico de 1976, do gênero drama, dirigido por Stuart Rosenberg  e estrelado por Faye Dunaway, Max von Sydow, Oskar Werner e James Mason.

## Sinopse

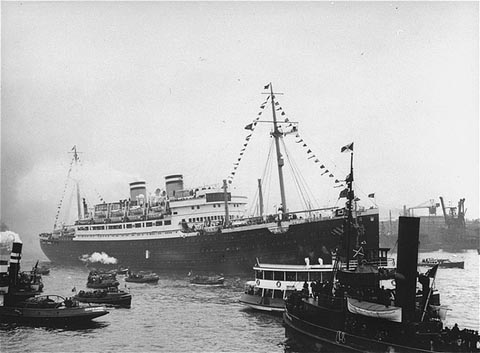
O MS St. Louis, rodeado por embarcações menores, no porto de Hamburgo.

O filme é baseado numa história real. Em 1939, os nazistas lotaram o transatlântico SM St. Louis com centenas de judeus refugiados. O navio tentou desembarcá-los em Havana, mas o governo cubano negou-se a dar autorização para tal. Os nazistas esperavam por isso, pois assim podiam provar que os judeus eram a raça mais indesejada do planeta, o que justificaria seu extermínio.
Entre os passageiros encontram-se a condessa Denise Kreisler e seu marido, o professor Egon Kreisler, e ainda o professor Weiler e sua esposa Rebecca, um casal pobre formado pelo senhor e senhora Hauser, o advogado suspenso Carl Rosen e família e Gustav Schroeder, o capitão antinazista.

## Principais premiações
| Patrocinador                                            | Prêmio        | Categoria | Situação |
| ------------------------------------------------------- | ------------- | --- | --- |
| Academia de Artes e Ciências Cinematográficas           | Oscar         | Melhor Atriz Coadjuvante (Lee Grant) Melhor Roteiro Adaptado Melhor Trilha Sonora Original | Indicado[carece de fontes?] Indicado[carece de fontes?] Indicado[carece de fontes?]                                                                                     |
| Associação de Correspondentes Estrangeiros de Hollywood | Globo de Ouro | Melhor Filme - Drama Melhor Ator Coadjuvante - Cinema (Oskar Werner) Melhor Atriz Coadjuvante - Cinema (Katharine Ross) Melhor Atriz Coadjuvante - Cinema (Lee Grant) Melhor Roteiro Melhor Trilha Sonora Original | Indicado[carece de fontes?] Indicado[carece de fontes?] Vencedor[carece de fontes?] Indicado[carece de fontes?] Indicado[carece de fontes?] Indicado[carece de fontes?] |

## Elenco
| Ator/Atriz          | Personagem               |
| ------------------- | ------------------------ |
| Faye Dunaway        | Denise Kreisler          |
| Max von Sydow       | Capitão Gustav Schroeder |
| Oskar Werner        | Egon Kreisler            |
| Malcolm McDowell    | Max Gunther              |
| Orson Welles        | Estedes                  |
| James Mason         | Remos                    |
| Ben Gazzara         | Morris Troper            |
| Katharine Ross      | Mira Hauser              |
| Luther Adler        | Professor Weiler         |
| Paul Koslo          | Aaron Pozner             |
| Michael Constantine | Clasing                  |
| Nehemiah Persoff    | Hauser                   |
| José Ferrer         | Benitez                  |
| Fernando Rey        | presidente cubano        |
| Lynne Frederick     | Anna Rosen               |
| Helmut Griem        | Otto Schiendick          |
| Julie Harris        | Alice Feinchild          |
| Wendy Hiller        | Rebecca Weiler           |